# Großsteingrab Lintern
Das Großsteingrab Lintern, auch Die großen Steine auf dem Goldesch  oder Kampgoren (Kampfgarten) genannt, ist eine zwischen 3500 und 2800 v. Chr. entstandene Anlage der jungsteinzeitlichen Trichterbecherkultur (TBK) nahe dem zur Gemeinde Neuenkirchen gehörenden Ortsteil Lintern im Landkreis Osnabrück (Niedersachsen). Es trägt die Sprockhoff-Nummer 898.

## Lage
Das Grab befindet sich etwa einen Kilometer östlich von Lintern nahe an der Gemeindegrenze. 1,1 km nordwestlich befindet sich das Großsteingrab Ueffeln, außerdem gibt es im näheren Umkreis zahlreiche Grabhügel.

## Beschreibung
Die relativ gut erhaltene Anlage besitzt eine ost-westlich orientierte Grabkammer mit einer Länge von 6 m und einer Breite von 1,6 m. In ihrem ursprünglichen Zustand besaß sie je vier Wandsteine an den Langseiten, zwei Abschlusssteine und vier Decksteine. Die vier nördlichen Wandsteine und die beiden Abschlusssteine stehen noch in situ. Auf der Südseite sind insgesamt drei Wandsteine erhalten, davon steht der östliche noch in situ, die beiden anderen sind lediglich in geringem Maße von ihren ursprünglichen Standorten verschoben. Von den Decksteinen sind lediglich zwei erhalten. Der östliche der beiden (ursprünglich der zweite von Osten) ruht noch an seiner ursprünglichen Position. Der zweite Deckstein ist ins Innere der Kammer gestürzt. Nach Ernst Sprockhoffs Rekonstruktion handelt es sich bei der Anlage um ein Ganggrab, das einen Zugang an der Mitte der südlichen Langseite besaß.